# Cuaternión dividido
| × | 1 | i  | j | k  |
| - | - | -- | - | -- |
| 1 | 1 | i  | j | k  |
| i | i | −1 | k | −j |
| j | j | −k | 1 | −i |
| k | k | j  | i | 1  |

En álgebra abstracta, los cuaterniones divididos o cocuaterniones son una estructura algebraica introducida en 1849 con este último nombre por el abogado y matemático británico James Cockle (1819-1895). Forman un álgebra asociativa de dimensión cuatro sobre los números reales.
Después de la introducción en el siglo XX de definiciones sin coordenadas de anillos y álgebras, se demostró que el álgebra de cuaterniones divididos es isomorfa al anillo de las matrices reales de orden 2×2. Por lo tanto, el estudio de los cuaterniones divididos puede reducirse al estudio de matrices reales, lo que puede explicar por qué hay pocas menciones a los cuaterniones divididos en la literatura matemática de los siglos XX y XXI.

## Definición
Los cuaterniones divididos son las combinaciones lineales (con coeficientes reales) de cuatro elementos básicos 1, i, j, k que satisfacen las siguientes reglas del producto:
i2= −1,
j2= 1,
k2= 1,
ij= k= −ji.
Por la propiedad asociativa, estas relaciones implican que
jk= −i= −kj,
ki= j= −ik,
y también ijk= 1.
Entonces, los cuaterniones divididos forman un espacio vectorial de dimensión cuatro con {1, i, j, k} como base. También forman un anillo no conmutativo, al extender las reglas del producto anteriores mediante distributividad a todos los cuaterniones divididos.
Considérense las matrices cuadradas
{\displaystyle {\begin{aligned}{\boldsymbol {1}}={\begin{pmatrix}1&0\\0&1\end{pmatrix}},\qquad &{\boldsymbol {i}}={\begin{pmatrix}0&1\\-1&0\end{pmatrix}},\\{\boldsymbol {j}}={\begin{pmatrix}0&1\\1&0\end{pmatrix}},\qquad &{\boldsymbol {k}}={\begin{pmatrix}1&0\\0&-1\end{pmatrix}}.\end{aligned}}}
Estas matrices satisfacen la misma tabla de multiplicar que los cuaterniones divididos correspondientes. Como estas matrices forman una base de las matrices de dos por dos, la función lineal única que asigna 1, i, j, k a {\displaystyle {\boldsymbol {1}},{\boldsymbol {i}},{\boldsymbol {j}},{\boldsymbol {k}}} (respectivamente) induce un álgebra isomorfa de los cuaterniones divididos a las matrices reales de dos por dos.
Las reglas de multiplicación anteriores implican que los ocho elementos 1, i, j, k, −1, −i, −j, −k forman un grupo bajo esta multiplicación, que es isomorfo con respecto al grupo diédrico D4, el grupo de simetría de un cuadrado. De hecho, si se considera un cuadrado cuyos vértices son los puntos cuyas coordenadas son 0 o 1, la matriz {\displaystyle {\boldsymbol {i}}} implica la rotación horaria de un cuarto de vuelta, {\displaystyle {\boldsymbol {j}}} es la simetría alrededor de la primera diagonal y {\displaystyle {\boldsymbol {k}}} es la simetría alrededor del eje x.

## Propiedades
Al igual que los cuaterniones introducidos por Hamilton en 1843, forman un álgebra asociativa real de dimensión  cuatro. Pero al igual que el álgebra real de matrices de 2 × 2, y a diferencia del álgebra real de los cuaterniones, los cuaterniones divididos contienen divisores de cero, elementos nilpotentes y elementos idempotentes no triviales (por ejemplo, 12(1 + j) es un divisor de cero idempotente y i − j es nilpotente). Como álgebra sobre los números reales, el álgebra de cuaterniones divididos es isomorfa al álgebra de matrices reales de orden 2 × 2 según el isomorfismo definido anteriormente.
Este isomorfismo permite identificar cada cuaternión dividido con una matriz de 2×2. Entonces, cada propiedad de los cuaterniones divididos corresponde a una propiedad similar de las matrices, que a menudo reciben nombres diferentes.
El conjugado de un cuaternión dividido q= w + xi + yj + zk, es q∗= w − xi − yj − zk. En términos de matrices, el conjugado es el cofactor matricial que se obtiene intercambiando las entradas de la diagonal y cambiando el signo de las otras dos entradas.
El producto de un cuaternión dividido con su conjugado es la forma cuadrática isotrópica:
{\displaystyle N(q)=qq^{*}=w^{2}+x^{2}-y^{2}-z^{2},}
que se llama norma del cuaternión dividido o determinante de la matriz asociada.
La parte real de un cuaternión dividido q= w + xi + yj + zk es w= (q∗ + q)/2. Es igual a la traza de la matriz asociada.
La norma de un producto de dos cuaterniones divididos es el producto de sus normas. De manera equivalente, el determinante de un producto de matrices es el producto de sus determinantes. Esta propiedad significa que los cuaterniones divididos forman un álgebra de composición. Como hay cuaterniones divididos distintos de cero que tienen una norma cero, los cuaterniones divididos forman un "álgebra de composición dividida", y de ahí su nombre.
Un cuaternión dividido con una norma distinta de cero tiene un inverso multiplicativo, es decir, q∗/N(q). En términos de matrices, esto es equivalente a la regla de Cramer que afirma que una matriz es invertible si y solo si su determinante es distinto de cero y, en este caso, la inversa de la matriz es el cociente del cofactor factorial por el determinante.
El isomorfismo entre cuaterniones divididos y matrices reales de orden 2×2 muestra que el grupo multiplicativo de cuaterniones divididos con norma distinta de cero es isomorfo con {\displaystyle \operatorname {GL} (2,\mathbb {R} ),} y el grupo de cuaterniones divididos de norma 1 es isomorfo con {\displaystyle \operatorname {SL} (2,\mathbb {R} ).}
Geométricamente, los cuaterniones divididos se pueden comparar con los cuaterniones de Hamilton como haces de planos. En ambos casos los números reales forman el eje de un haz. En los cuaterniones de Hamilton hay una esfera de unidades imaginarias, y cualquier par de unidades imaginarias antípodas genera un plano complejo con la recta real. Para los cuaterniones divididos, existen hiperboloides de unidades hiperbólicas e imaginarias que generan planos complejos ordinarios o complejos divididos, como se describe a continuación en § Estratificación.

## Representación como matrices complejas
Hay una representación de los cuaterniones divididos como subálgebra asociativa unital de las matrices de orden 2×2 de números complejos. Esta representación puede definirse mediante álgebra homomorfa que asigna un cuaternión dividido w + xi + yj + zk a la matriz
{\displaystyle {\begin{pmatrix}w+xi&y+zi\\y-zi&w-xi\end{pmatrix}}.}
Aquí, i (con letra cursiva) es la unidad imaginaria, que no debe confundirse con el elemento base del cuaternión dividido i (con letra redonda).
La imagen de este homomorfismo es el anillo de matrices formado por las matrices de la forma
{\displaystyle {\begin{pmatrix}u&v\\v^{*}&u^{*}\end{pmatrix}},}
donde el superíndice {\displaystyle ^{*}} denota un elemento conjugado.
Este homomorfismo asigna respectivamente los cuaterniones divididos i, j, k en las matrices
{\displaystyle {\begin{pmatrix}i&0\\0&-i\end{pmatrix}},\quad {\begin{pmatrix}0&1\\1&0\end{pmatrix}},\quad {\begin{pmatrix}0&i\\-i&0\end{pmatrix}}.}
La prueba de que esta representación es un homomorfismo de álgebra es sencilla pero requiere algunos cálculos aburridos, que pueden evitarse comenzando desde la expresión de los cuaterniones divididos como matrices reales 2×2 y usando la semejanza de matrices. Sea S la matriz
{\displaystyle S={\begin{pmatrix}1&i\\i&1\end{pmatrix}}.}
Entonces, aplicado a la representación de los cuaterniones divididos como matrices reales de orden 2×2, el homomorfismo del álgebra anterior es la semejanza matricial
{\displaystyle M\mapsto S^{-1}MS.}
Se deduce casi inmediatamente que para un cuaternión dividido representado como una matriz compleja, el conjugado es la matriz de los cofactores y la norma es el determinante.
Con la representación de cuaterniones divididos como matrices complejas, las matrices de cuaterniones de norma 1 son exactamente los elementos del grupo unitario especial. Esto se utiliza en geometría hiperbólica para describir movimientos hiperbólicos del disco de Poincaré.

## Generación a partir de números complejos divididos
La construcción de Cayley-Dickson modificada puede generar cuaterniones divididos de manera similar al método de Leonard Eugene Dickson y de Abraham Adrian Albert para las álgebras de división C, H y O. La regla de la multiplicación
{\displaystyle (a,b)(c,d)\ =\ (ac+d^{*}b,\ da+bc^{*})}
se utiliza al producir el producto duplicado en los casos divididos reales. El conjugado duplicado {\displaystyle (a,b)^{*}=(a^{*},-b),} de modo que
{\displaystyle N(a,b)\ =\ (a,b)(a,b)^{*}\ =\ (aa^{*}-bb^{*},0).}
Si a y b son números complejos divididos y el cuaternión dividido {\displaystyle q=(a,b)=((w+zj),(y+xj)),} entonces
{\displaystyle N(q)=aa^{*}-bb^{*}=w^{2}-z^{2}-(y^{2}-x^{2})=w^{2}+x^{2}-y^{2}-z^{2}.}

## Estratificación
En esta sección, se estudian y clasifican las subálgebras reales generadas por un único cuaternión dividido.
Sea p = w + xi + yj + zk un cuaternión dividido. Su parte real es w=  12(p + p*). Sea q= p – w= 12(p – p*) su "parte no real". Se tiene que q*= –q y, por lo tanto, {\displaystyle p^{2}=w^{2}+2wq-N(q).}. Se deduce que p2 es un número real si y solo p es un número real (q= 0 y p= w) o un cuaternión dividido puramente no real (w= 0 y p= q).
La estructura de la subálgebra {\displaystyle \mathbb {R} [p]} generada por p se obtiene de forma sencilla, dado que
{\displaystyle \mathbb {R} [p]=\mathbb {R} [q]=\{a+bq\mid a,b\in \mathbb {R} \},}
que es un álgebra conmutativa. Su dimensión es dos, excepto si p es real (en este caso, la subálgebra es simplemente {\displaystyle \mathbb {R} }).
Los elementos no reales de {\displaystyle \mathbb {R} [p]} cuyo cuadrado es real tienen la forma aq, con {\displaystyle a\in \mathbb {R} .}
Es necesario considerar tres casos, que se detallan en las siguientes subsecciones.

### Caso nilpotente
Con la notación anterior, si {\displaystyle q^{2}=0,} (es decir, si q es nilpotente), entonces N(q)= 0, es decir, {\displaystyle x^{2}-y^{2}-z^{2}=0.}. Esto implica que existen w y t en {\displaystyle \mathbb {R} } de modo que 0 ≤ t < 2 Π y
{\displaystyle p=w+a\mathrm {i} +a\cos(t)\mathrm {j} +a\sin(t)\mathrm {k} .}
Esta es una parametrización de todos los cuaterniones divididos cuya parte no real es nilpotente.
Esta es también una parametrización de estas subálgebras por los puntos de un círculo: los cuaterniones divididos de la forma {\displaystyle \mathrm {i} +\cos(t)\mathrm {j} +\sin(t)\mathrm {k} } forman un círculo; una subálgebra generada por un elemento nilpotente contiene exactamente un punto del círculo; y el círculo no contiene ningún otro punto.
El álgebra generada por un elemento nilpotente es isomorfa a {\displaystyle \mathbb {R} [X]/\langle X^{2}\rangle } y al plano de los números duales.

### Unidades imaginarias

Hiperboloide de dos hojas, fuente de las unidades imaginarias

Este es el caso donde N(q) > 0. Dejando que {\textstyle n={\sqrt {N(q)}},} se tiene entonces
{\displaystyle q^{2}=-q^{*}q=N(q)=n^{2}=x^{2}-y^{2}-z^{2}.}
Se deduce que 1n q pertenece al hiperboloide de ecuación {\displaystyle x^{2}-y^{2}-z^{2}=1.}. Por lo tanto, existen números reales n, t, u tales que 0 ≤ t < 2Π y
{\displaystyle p=w+n\cosh(u)\mathrm {i} +n\sinh(u)\cos(t)\mathrm {j} +n\sinh(u)\sin(t)\mathrm {k} .}
Esta es una parametrización de todos los cuaterniones divididos cuya parte no real tiene una norma positiva.
Esta es también una parametrización de las subálgebras correspondientes por los pares de puntos opuestos de un hiperboloide de dos hojas: los cuaterniones divididos de la forma {\displaystyle \cosh(u)\mathrm {i} +\sinh(u)\cos(t)\mathrm {j} +\sinh(u)\sin(t)\mathrm {k} } forman un hiperboloide de dos hojas. Una subálgebra generada por un cuaternión dividido con una parte irreal de norma positiva contiene exactamente dos puntos opuestos en este hiperboloide, uno en cada hoja, y el hiperboloide no contiene ningún otro punto.
El álgebra generada por un cuaternión dividido con una parte no real de norma positiva es isomorfa a {\displaystyle \mathbb {R} [X]/\langle X^{2}+1\rangle } y al cuerpo {\displaystyle \mathbb {C} } de los números complejos.

### Unidades hiperbólicas

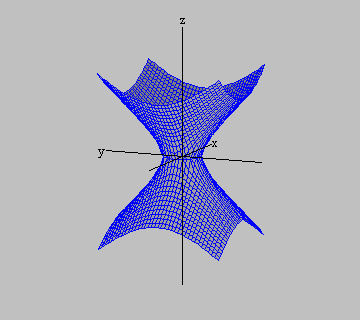
Hiperboloide de una hoja, fuente de las unidades hiperbólicas.
(el eje vertical se llama x en el artículo)

Este es el caso en el que N(q) < 0. Siendo {\textstyle n={\sqrt {-N(q)}},} se tiene que
{\displaystyle q^{2}=-q^{*}q=N(q)=-n^{2}=x^{2}-y^{2}-z^{2}.}
De ello se deduce que 1n q pertenece al hiperboloide de ecuación y2 + z2 − x2= 1. Por lo tanto, existen números reales n, t, u tales que 0 ≤ t < 2Π y
{\displaystyle p=w+n\sinh(u)\mathrm {i} +n\cosh(u)\cos(t)\mathrm {j} +n\cosh(u)\sin(t)\mathrm {k} .}
Esta es una parametrización de todos los cuaterniones divididos cuya parte no real tiene una norma negativa.
Esta es también una parametrización de las subálgebras correspondientes por los pares de puntos opuestos de un hiperboloide de una hoja: los cuaterniones divididos de la forma {\displaystyle \sinh(u)\mathrm {i} +\cosh(u)\cos(t)\mathrm {j} +\cosh(u)\sin(t)\mathrm {k} } forman un hiperboloide de una hoja. Una subálgebra generada por un cuaternión dividido con una parte irreal de norma negativa contiene exactamente dos puntos opuestos en este hiperboloide, y el hiperboloide no contiene ningún otro punto.
El álgebra generada por un cuaternión dividido con una parte no real de norma negativa es isomorfa a {\displaystyle \mathbb {R} [X]/\langle X^{2}-1\rangle } y al anillo de los números complejos divididos. También es isomorfo (como álgebra) a {\displaystyle \mathbb {R} ^{2}} mediante la aplicación definida por
{\textstyle (1,0)\mapsto {\frac {1+X}{2}},\quad (0,1)\mapsto {\frac {1-X}{2}}.}

### Estratificación según la norma
Como se vio arriba, los cuaterniones divididos puramente irreales de norma –1, 1 y 0 forman respectivamente un hiperboloide de una hoja, un hiperboloide de dos hojas y un cono en el espacio de los cuaterniones no reales.
Estas superficies son asintóticas por pares y no se cruzan. Su complemento consta de seis regiones conectadas:
- Las dos regiones ubicadas en el lado cóncavo del hiperboloide de dos láminas, donde {\displaystyle N(q)>1}
- Las dos regiones entre el hiperboloide de dos láminas y el cono, donde {\displaystyle 0<N(q)<1}
- La región entre el cono y el hiperboloide de una hoja donde {\displaystyle -1<N(q)<0}
- La región fuera del hiperboloide de una hoja, donde {\displaystyle N(q)<-1}

Esta estratificación se puede refinar considerando cuaterniones divididos de una norma fija: para cada número real n ≠ 0, los cuaterniones divididos puramente no reales de norma n forman un hiperboloide. Todos estos hiperboloides son asíntotas del cono anterior y ninguna de estas superficies se cruza con ninguna otra. Como el conjunto de cuaterniones divididos puramente no reales es la unión disjunta de estas superficies, esto proporciona la estratificación deseada.

## Espacio de color
Se han aplicado cuaterniones divididos al balance de blancos. El modelo se refiere al álgebra de Jordan de las matrices simétricas que representa el álgebra. El modelo concilia el tricromatismo con la oposición de Hering y utiliza el modelo de Cayley-Klein de la geometría hiperbólica para distancias cromáticas.